# City of Gods (Part II)
City of Gods (Part II) é uma canção recordada pela cantora, compositora e produtora americana Alicia Keys. A canção é uma versão solo de "City of Gods" onde Keys participa ao lado dos rappers americanos, Fivio Foreign e Kanye West.

## Composição
A versão de Keys, assim como "City of Gods", interpola o refrão de "New York City" do The Chainsmokers e combina as progressões de piano tingidas de jazz da cantora com a batida de fundo inspirada no trap. 
"Cidade dos deuses, cidade dos sonhos, cidade onde nada nunca é o que parece, eles nunca vão tirar você de mim, porque eu não vejo nada além do infinito", canta Keys.

## Recepção da Crítica
Jude Zhu da Billboard chamou de "hino de coração partido".

## Videoclipe
O videoclipe simplificado que acompanha o lançamento da faixa apresenta Keys enfeitada com todo o glamour enquanto posa ao lado do carro-conceito, Vision EQ Silver Arrow da Mercedes-Benz da qual Keys é embaixadora. O rapper Slick Rick também faz uma participação especial no clipe, colocando vários artigos impressionantes em volta do pescoço de Keys. Foi dirigido por Sylvia Zachary e Sing Lee e teve seu lançamento em 7 de Abril de 2022 em seu canal oficial do Youtube.

## Performances ao Vivo
City of Gods (Part II) foi performada pela primeira vez no talk show, The Ellen DeGeneres Show em 7 de Abril de 2022.

## Faixas e formatos
| Download Digital |                          |         |  |
| N.º              | Título                   | Duração |  |
| 1.               | "City of Gods (Part II)" | 3:12    |  |

## Histórico de lançamento
| País  | Data               | Formato                     | Gravadora    |
| ----- | ------------------ | --------------------------- | ------------ |
| Mundo | 7 de Abril de 2022 | Download digital, streaming | AK Worldwide |